# Habenaria microceras
Habenaria microceras är en orkidéart som beskrevs av Joseph Dalton Hooker. Habenaria microceras ingår i släktet Habenaria och familjen orkidéer. IUCN kategoriserar arten globalt som nära hotad. Inga underarter finns listade i Catalogue of Life.